# James Sangala
Pour les articles homonymes, voir Sangala.
James Sangala (né le 20 août 1986) est un footballeur malawite. Il joue au poste de défenseur avec l'équipe angolaise du Benfica Luanda.

## Référence
1. ↑  (en) « Fiche de James Sangala », sur national-football-teams.com